# Бетпак Дала
Бетпак Дала или Северна гладна степ (на казахски: Бетпақдала; на руски: Бетпақ-Дала) е обширна пустинна и полупустинна област в Казахстан, обхващаща южните части на Карагандинска област и северните части на Жамбълска и Южноказахстанска област. Дължина от запад на изток около 480 km ширина около 150 km. Площ около 75 хил.km².

## Етимология
На тюркски думата батнак означава „мочурливо място“, а на персийски думата бедбахт – „злощастен“ и тюркското дала – равнина.

## Геолого-географска характеристика
Бетпак Дала е разположена между долните течения на реките Саръсу (на запад) и Чу (на юг), езерото Балхаш на изток и южните склонове на Казахската хълмиста земя на север, като границата условно се прекарва проблизително по паралела 46°30’ с.ш. Релефът представлява плоска, слабо хълмисто-вълниста равнина със средна надморска височина 300 – 350 m и с общ наклон на югозапад. На изток надморската височина значително се повишава, а на югоизток във възвишението Желтау се издига връх Жамбъл 974 m.
Западната част на Бетпак Дала е изградена от събрани и нагънати мезозойски и хоризонтално разположени палеогенови рохкави наслаги (пясъци, пясъчници, глини, чакъли). Източната, висока част, има нагъната структура и е изградена от долнопалеозойски седиментно-метаморфни наслаги и гранити. Има находища на въглища, оловни и железни руди.
Климатът е рязко континентален. Годишна сума на валежите 100 – 150 mm, като през лятото падат едва 15% от тях. Лятото е сухо и горещо, а зимата умерено студена, със слаба снежна покривка. Средна януарска температура от -12 до -14 °C; средна юлска от 24 до 26 °C.
В пустинята има множество малки, обикновено засолени езера, които през лятото пресъхват. Богата е на подземни води, които на места излизат на повъхността.
В целия регион господстват сиво-кафявите солончакови и засолени почви. Западната част на Бетпак Дала представлява глинеста пустиня, през пролетта покриваща се с цъфтящ пелин. В солончаковите понижение расте салса, а по пясъчните ридове – терескен и караган. На изток глинестата пустиня се съчетава с обширни каменисти и чакълести пространства. Срещат се гущери, змии, гризачи. Има възможност за земеделие, а през пролетта и есента обширни райони се ползват за пасища.